# Делитель потока
Делитель потока — дроссельный или объёмный гидроаппарат, делящий поток на две части в заданном соотношении.

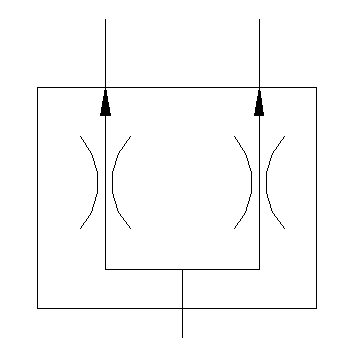
Условное графическое обозначение дроссельного делителя потока

Делители потока применяются в том случае, если необходимо обеспечить заданное соотношение скоростей движения выходных звеньев гидродвигателей. Например, когда необходимо обеспечить выдвижение штоков двух гидроцилиндров с одинаковыми скоростями независимо от нагрузки на штоках (в частности, в подъёмных устройствах), тогда в гидросистему может быть установлен делитель потока, делящий входящий поток на две равные части: одна часть потока подаётся в один гидроцилиндр, а другая - во второй.
Дроссельные делители потока более дёшевы, чем объёмные способы синхронизации, однако их параметры зависят от свойств рабочей жидкости.